# Grayslake
Grayslake is een plaats (village) in de Amerikaanse staat Illinois, en valt bestuurlijk gezien onder Lake County.

## Demografie
Bij de volkstelling in 2000 werd het aantal inwoners vastgesteld op 18.506. In 2006 is het aantal inwoners door het United States Census Bureau geschat op 21.387, een stijging van 2881 (15,6%).

## Geografie
Volgens het United States Census Bureau beslaat de plaats een oppervlakte van 24,7 km², waarvan 24,3 km² land en 0,4 km² water. Grayslake ligt op ongeveer 224 m boven zeeniveau.

## Plaatsen in de nabije omgeving
De onderstaande figuur toont nabijgelegen plaatsen in een straal van 8 km rond Grayslake.